# Узя (приток Нугуша)
Узя (баш. Ужа с неясной этимологией)— река в России, протекает по территории Мелеузовского района Республики Башкортостан. Устье реки находится в 13 км по левому берегу реки Нугуш. Длина реки — 14 км.

## Данные водного реестра
По данным государственного водного реестра России относится к Камскому бассейновому округу, водохозяйственный участок реки — Белая от Юмагузинского гидроузла до города Салавата, без реки Нугуш (от истока до Нугушского гидроузла), речной подбассейн реки — Белая. Речной бассейн реки — Кама.